# Mitumbagomphus katavi
Mitumbagomphus katavi är en mångfotingart som beskrevs av Hoffman 2005. Mitumbagomphus katavi ingår i släktet Mitumbagomphus och familjen Gomphodesmidae. Inga underarter finns listade i Catalogue of Life.